# Итатира
Итатира (порт. Itatira)  —  муниципалитет в Бразилии, входит в штат Сеара. Составная часть мезорегиона Север штата Сеара. Входит в экономико-статистический  микрорегион Канинде. Население составляет 16 789 человек на 2006 год. Занимает площадь 783,347 км². Плотность населения — 21,4 чел./км².

## История
Город основан 22 ноября 1951 года. 

## Этимология названия
Топоним Итатира происходит от тупи ита (камень) и тира (грубый) и означает грубый камень. Таким образом, топоним Итатира намекает на горный массив гор и скал в регионе. Его первоначальное название было Серра-да-Самамбайя, затем Ситио-Сан-Гонсалу, Белен, Белен-де-Киним, а с 1943 года - Итатира. 

## Статистика
- Валовой внутренний продукт на 2003 составляет 27.498.673,00 реалов (данные: Бразильский институт географии и статистики).
- Валовой внутренний продукт на душу населения на 2003 составляет 1.695,77 реалов (данные: Бразильский институт географии и статистики).
- Индекс развития человеческого потенциала на 2000 составляет 0,569 (данные: Программа развития ООН).